# Drilonius insularis
Drilonius insularis is een keversoort uit de familie Omethidae. De wetenschappelijke naam van de soort is voor het eerst geldig gepubliceerd in 1941 door Wittmer.